# The Real Wedding Crashers
The Real Wedding Crashers foi um reality-show estadunidense exibido pela NBC, inspirado no filme Wedding Crashers de 2005. Substituiu The Black Donnellys na faixa horária das 22h, após o cancelamento da mesma, devido à baixa audiência, e que originalmente ficaria no ar até o hiato de Studio 60 on the Sunset Strip acabar. Porém, conforme foi especulado, a série não voltou ao ar, pelo mesmo motivo do cancelamento de The Black Donnellys, baixa audiência.
A série foi produzida pela empresa Katalyst Films and Television, de Ashton Kutcher, a mesma que produz o programa de pegadinhas Punk'd, em associação com a New Line Television, braço televisivo do estúdio que produziu o filme. Nenhum membro da equipe original do filme, participou da produção do programa.